# Топільнянська сільська рада
Топільнянська сільська рада — колишня адміністративно-територіальна одиниця та орган місцевого самоврядування у Лугинському і Олевському районі Київської й Житомирської областей Української РСР та України з адміністративним центром у с. Топільня.

## Населені пункти
Сільській раді були підпорядковані населені пункти:
- с. Топільня
- с. Миколаївка

## Населення
Відповідно до результатів перепису населення СРСР, кількість населення ради станом на 12 січня 1989 року становила 890 осіб.
Станом на 5 грудня 2001 року, відповідно до перепису населення України, кількість мешканців сільської ради становила 671 особу.

## Склад ради
Рада складалася з 12 депутатів та голови.

### Керівний склад сільської ради
| ПІБ                           | Основні відомості                                                                               | Дата обрання | Дата звільнення |
| ----------------------------- | ----------------------------------------------------------------------------------------------- | ------------ | --------------- |
| Липський Володимир Степанович | Сільський голова, 1960 року народження, освіта, член Української Народної Партії                | 26.03.2006   | 31.10.2010      |
| Липський Володимир Степанович | Сільський голова, 1960 року народження, освіта середня спеціальна, член аграрної партії України | 31.10.2010   |                 |

Примітка: таблиця складена за даними джерела

## Історія
Створена 1936 року в с. Топільня Озерянської сільської ради Олевського району Київської області.
Станом на 1 вересня 1946 року сільська рада входила до складу Лугинського району Житомирської області, на обліку в раді перебувало с. Топільня.
2 вересня 1954 року, відповідно до рішення Житомирського облвиконкому № 1087 «Про перечислення населених пунктів в межах районів Житомирської області», підпорядковано с. Чапаївка Жеревецької сільської ради Лугинського району. 30 вересня 1958 року, відповідно до рішення Житомирського облвиконкому № 958 «Про віднесення новозбудованих населених пунктів при Бучманському торфобрикетному заводі і торфопідприємстві Лугинського р-н, до категорії робітничих селищ», взято на облік новоутворене селище Жовтневе. 7 січня 1963 року, відповідно до рішення Житомирського облвиконкому № 2 «Про зміну адміністративної підпорядкованості окремих сільських рад і населених пунктів», сел. Жовтневе передане до складу Новобілокоровицької селищної ради Олевського району. 27 січня 1965 року, відповідно до рішення Житомирського облвиконкому № 39 «Про зміни в адміністративному підпорядкуванні деяких населених пунктів області», підпорядковано сел. Жовтневе Новобілокоровицької селищної ради Олевського району.
На 1 січня 1972 року сільська рада входила до складу Лугинського району Житомирської області, на обліку в раді перебували села Топільня, Чапаївка (згодом — Миколаївка) та селище Жовтневе.
25 серпня 1980 року в сел. Жовтневе утворено окрему Жовтневу селищну раду Лугинського району.
Виключена з облікових даних 9 червня 2017 року через приєднання до складу Лугинської селищної територіальної громади Лугинського району Житомирської області.
Входила до складу Лугинського (1936 р., 8.12.1966 р.) та Олевського (30.12.1962 р.) районів.